# Helmuth Otto von Winterfeld
Helmuth Otto lensbaron von Winterfeld (1617 – 17. februar 1694 i Odense) var en tysk adelsmand og dansk gehejmeråd.

## Biografi
Han var søn af Caspar von Winterfeld til Wardow og Cobrow og Sophie f. von Leisten. Han tilbragte sin ungdom ved Christian 4.'s hof og tog derefter tjeneste hos ærkebisp Frederik af Bremen (den senere Frederik 3.). Efter at have deltaget i flere felttog vendte han 1648 tilbage til Mecklenburg og blev hofmarskal hos hertug Gustav Adolph af Mecklenburg-Güstrow, en stilling han fratrådte før 1663.
I dansk tjeneste udnævntes han 1664 til overskænk og overstaldmester, 1667 blev han amtmand over Frederiksborg og Esrom Amter, fra 1672 tillige over Kronborg Amt. Han nedlagde 1678 disse poster, men overtog året efter embedet som stiftamtmand over Fyn og Langeland samt amtmand over Odense, Dalum og Skt. Knuds Amter og forblev i denne stilling til sin død. Winterfeld stod i høj gunst hos kong Frederik III og dennes efterfølger på tronen. I juli 1670 udnævntes han til overhofmarskal (indtil 1679), optoges året efter i friherrestanden og fik det hvide bånd. Af Utterslevgård på Lolland og Sæbygård, som han erhvervede 1673, oprettede han baroniet Wintersborg. 1679 udnævntes han til gehejmeråd. Winterfeld døde 17. februar 1694 i Odense, men hans lig førtes til Wustrow i Mecklenburg.
Han kaldes til Wustrow og Neuenfeld og havde fra 1686 Odense Ladegård i forpagtning. Winterfeld berømmes som en af sin tids ypperste ryttere og skal have gjort sig fortjent af stutterivæsenet i Danmark, særlig af stutteriet på Frederiksborg Slot. Han var 2 gange gift: 1. gang (1647) med Gertrud Anna von Schult (1628-1651), datter af Didrik von Schult til Esteburg og Anna f. von Schult; 2. gang (1652) med Helene Juliane friherreinde Ulfsparre (1638-1683), datter af svensk guvernør Erik friherre Ulfsparre og Sophie f. von Budde. Med sin 2. hustru fik han Wustrow.